# SO706i
FOMA SO706i（フォーマ・エスオー なな まる ろく アイ）は、ソニー・エリクソン・モバイルコミュニケーションズ（現・ソニーモバイルコミュニケーションズ）によって開発された、NTTドコモの第三世代携帯電話（FOMA）端末である。

## 概要
- SO705iの後継機。SO705i同様に「Style-Upパネル」で着せ替えが可能。
- SO705iにはなかった、ワンセグやGSMローミング機能を搭載しつつ、薄型軽量化されている。質量は98gであり、2008年7月現在、ワンセグ搭載機としては最軽量である。SO705iと同様に、「Style-Upパネル」で着せ替えが可能。ただし、他の多くの706iシリーズと同様に、インカメラが省かれている。
- SO705i同様に、Linux OSを採用しており、UI構成がNEC製端末に酷似している。
- SO906i同様、サブディスプレイが未搭載である。
- 本機種はソニー・エリクソンのドコモ向けフィーチャーフォンでは最終機種となった。その後、ソニー・エリクソンはドコモ向け供給を休止したが、2010年春にiモード非対応のスマートフォン「Xperia」（SO-01B）で再開した。

| 主な対応サービス           | 主な対応サービス                    | 主な対応サービス                | 主な対応サービス                       |
| -------------------------- | ----------------------------------- | ------------------------------- | -------------------------------------- |
| DCMX／おサイフケータイ     | うた・ホーダイ                      | 着うたフル／着うた              | デジタルオーディオプレーヤー(WMA)(AAC) |
| 直感ゲーム／メガiアプリ    | Music&Videoチャネル／ビデオクリップ | GSM／3Gローミング（WORLD WING） | プッシュトーク                         |
| FOMAハイスピード           | GPS／ケータイお探し                 | デコメール／デコメ絵文字        | iチャネル                              |
| 着もじ                     | テレビ電話／キャラ電                | 電話帳お預かりサービス          | フルブラウザ                           |
| おまかせロック／バイオ認証 | 外部メモリーへiモードコンテンツ移行 | トルカ                          | iC通信／iCお引越しサービス             |
| きせかえツール／マチキャラ | バーコードリーダ／名刺リーダ        | 2in1                            | エリアメール                           |

1. ↑  インカメラ非搭載のため、「体を動かす」を中心とした一部のコンテンツには非対応。
2. ↑  BモードのメールはWebメールとなる。

### プリインストールiアプリ
- デコ絵つくーる
- はじめてのおつかい for SO
- モバイルGoogle マップ
- 地図アプリ
- 楽オク出品アプリ2
- Gガイド番組表リモコン
- DCMXクレジットアプリ
- ケータイクレジットiD
- iアプリバンキング
- FOMA通信環境確認アプリ

## 歴史
- 2008年（平成20年）
  - 4月16日 - 電気通信端末機器審査協会（JATE）通過。
  - 5月27日 F906i・F706i・N906i・N906iμ・N906iL・N706i・N706ie・P906i・P706ie・P706iμ・SH906i・SH906iTV・SH706i・SH706ie・SH706iw・SO906i・SO706i・L706ie・NM706iの開発が発表。
  - 7月4日 - 販売開始。
- 2014年（平成26年）7月31日 - 修理受付を終了。

## 不具合
2009年1月20日に以下の不具合の修正がソフトウェアの更新でなされた。
- 2in1「Bモード」設定中に、リダイヤルを「選択削除」で全て削除すると、「Aモード」のリダイヤルも全て削除される

2009年5月21日に以下の改善がソフトウェアの更新でなされた。
- 海外の一部地域で、地域特性により通話や通信できない場合があったが、サービスを利用できるように品質を改善